# Biserica de lemn din Ciurbești

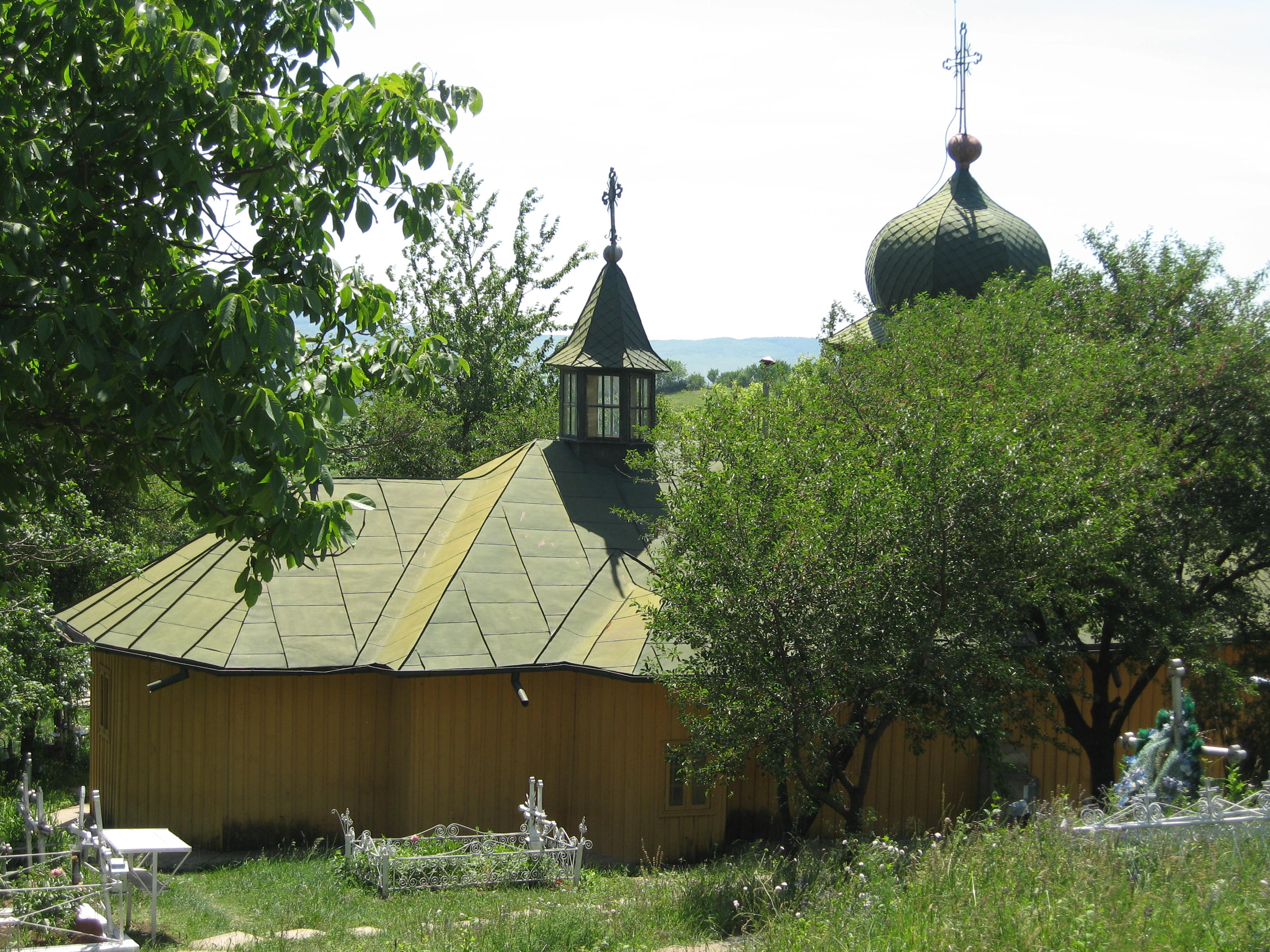
Biserica de lemn din Ciurbeşti - latura nordică

Biserica de lemn cu hramul Sfântul Nicolae din Ciurbești a fost construită în anul 1806 în satul Ciurbești din comuna Miroslava (județul Iași). 
La biserică se poate ajunge de pe DN 24, făcând din satul Horpaz la dreapta pe un drum județean care duce în satul Ciurbești. În partea nordică a Ciurbeștilor (pe dealul Recea) se urmează drumul în pantă spre cimitirul satului.  
Biserica de lemn din Ciurbești a fost inclusă pe Lista monumentelor istorice din județul Iași din anul 2015, având codul de clasificare cod LMI IS-II-m-B-04123. 

## Istoric
În anul 1806 , la marginea nordică a satului Ciurbești (din apropierea Iașului), a fost construită o biserică de bârne cu hramul "Sf. Nicolae", pentru a sluji ca biserică de cimitir. La acel moment, satul Ciurbești se afla în stăpânirea Mănăstirii Bârnova.
Documentele de arhivă menționeză că în anul 1841 starea bisericii era „de amnari și lipită, n-are cele trebuitoare, numai unele cărți dezlegate”; pe atunci slujea un preot, Andronache, și doi dascăli, Ioan și Constantin. În ultimii ani ai secolului XIX, alte documente afirmă că biserica avea un cântăreț. 
În anul 1925, biserica de lemn din Ciurbești a fost declarată monument istoric de către Comisiunea Monumentelor Istorice din România.
Biserica a suferit de-a lungul timpului unele lucrări de restaurare. Astfel, în 1932 i s-a adăugat actualul acoperiș și s-a refăcut peretele pronaosului. Apoi, în anul 2001, s-au efectuat lucrări de restaurare și reamenajare în urma cărora s-a adăugat un pridvor lung de 7 metri, s-a ridicat un praznicar și un lumânărar, restaurându-se cu același prilej și pictura catapetasmei.
Lucrările de renovare din anul 2001 au avut ca rezultat construirea pe latura de sud, dinspre sat, a unui praznicar de lemn de formă dreptunghiulară, terminat cu un turnuleț spre sud. Înspre nord a fost construită o clădire acoperită pentru comemorări. S-a construit o intrare în partea de nord-est a cimitirului, închizându-se intrarea de pe latura sudică care ducea spre sat. Biserica a fost extinsă prin construirea în partea vestică a pronaosului a unui pridvor închis din lemn de dimensiuni mari, terminat pe verticală cu o boltă cilindrică. 
Biserica se mândrește cu un patrimoniu bogat: icoane, clopote și obiecte de cult (potir și disc) din sec. al XIX-lea, precum și Evanghelie ferecată în argint din 1928.
Biserica are o stare de conservare bună, existând totuși igrasie pe latura de nord, iar fundația din piatră fiind înclinată pe direcția transversală a bisericii. 

## Arhitectura bisericii

Pridvorul adăugat în anul 2001. În partea dreaptă se observă un contrafort de piatră care susţine peretele dintre pronaos şi naos.

Biserica este construită din bârne din lemn de stejar masiv așezate orizontal între stâlpi verticali și îmbinate direct prin cioplire. Ea are formă trilobată, cu absidele naosului și altarul de formă poligonală. Pereții interiori și exteriori ai edificiului au fost căptușiți cu scândură așezată vertical. Temelia bisericii este din piatră. 
În interior, biserica este compartimentată în patru încăperi: pridvor, pronaos, naos și altar. În anul 2001, s-a adăugat un pridvor închis din lemn de dimensiuni mari, terminat pe verticală cu o boltă cilindrică. Peretele dintre pridvor și pronaos (fost perete exterior) a fost întărit prin construirea de contraforturi de piatră. Deasupra pronaosului este amplasată clopotnița construită în stil rusesc. Pronaosul are un tavan drept. Naosul este separat de pronaos printr-un perete din piatră, cu bolți de trecere și piloni și care este sprijinit în exterior cu contraforturi din piatră. Deasupra naosului se află o boltă octogonală terminată cu un lanternou, care se intersectează cu bolta octogonală a altarului. 
Iconostasul bisericii este realizat din lemn de stejar sculptat și pictat, datând din secolul al XIX-lea. Pictura a fost restaurată în anul 2001. Icoanele datează din perioada construcției bisericii, la fel și cele trei clopote. Acoperișul bisericii era inițial din șindrilă, fiind înlocuită ulterior cu un acoperiș de tablă mai rezistent la intemperii.  

## Imagini

Pridvorul, clopotniţa şi lanternoul.
Pridvorul, clopotniţa şi lumânărarul.
Biserica privită din deal.